# Agathis moorei
Agathis moorei ist eine Pflanzenart aus der Familie der Araukariengewächse (Araucariaceae). Sie kommt endemisch auf der Inselgruppe Neukaledonien vor.

## Beschreibung
Agathis moorei wächst als immergrüner Baum, der Wuchshöhen von 15 bis 40 Metern erreichen kann. Der Stamm ist normalerweise bis zum Ansatz der breiten und rundlichen Krone unbeastet. Die Spitzen der dünnen Äste sind hängend. Die weißliche Stammborke ist harzig und blättert in feinen Schuppen ab. Die innere Rinde ist hellbraun bis rötlich gefärbt.
Die gelblichen Knospen sind rund 4 Millimeter lang und bestehen aus wenigen Knospenschuppen. Die jungen Blätter haben einen kurzen Blattstiel, sind bei einer Länge von 10 bis 20 Zentimetern und einer Breite von 1,6 bis 3,3 Zentimeter lanzettförmig geformt und stehen gegenständig an den Zweigen. Ältere Blätter sind bei einer Länge von 4,5 bis 7 Zentimetern und einer Breite von 0,6 bis 1,2 Zentimetern linealisch, lanzettlich über oval bis elliptisch geformt. Sie sind fast ungestielt oder haben einen langen Blattstiel. Ihre Oberseite ist dunkelgrün und ihre Unterseite ist blass grün bis blaugrün gefärbt.
Die männlichen Blütenzapfen haben einen 0,8 bis 1,2 Zentimeter langen Stiel und sind bei einer Länge von 2,5 bis 5 Zentimetern und einer Dicke von 0,6 bis 1 Zentimetern zylindrisch geformt. Sie enthalten Mikrosporophylle mit vier Pollensäcken. Die kugeligen über verkehrt-eiförmigen bis birnenförmigen weiblichen Zapfen werden 10 bis 15 Zentimeter lang sowie 9 bis 12 Zentimeter dick. Sie bestehen aus breit-rundlichen, unregelmäßig gezackten und fein gezähnten Zapfenschuppen. Die länglichen Samenkörner sind bis zu 1,5 Zentimeter lang und etwa 1 Zentimeter breit. Sie besitzen zwei Flügel, der längere, ovale Flügel ist bis zu 2 Zentimeter lang und 1,5 Zentimeter breit.

## Vorkommen und Gefährdung
Das natürliche Verbreitungsgebiet von Agathis moorei liegt auf der zu Neukaledonien gehörenden Insel Grande Terre.
Agathis moorei gedeiht in Höhenlagen von 200 bis 1000 Metern. Sie wächst meist verstreut in tiefer gelegenen Regenwäldern. Es werden meist nur Böden besiedelt, welche sich nicht auf ultramafischem Gestein gebildet haben.
Agathis moorei wird in der Roten Liste der IUCN als „gefährdet“ eingestuft. Als Hauptgefährdungsgründe werden die Schlägerungen zur Holzgewinnung sowie die Zerstückelung des Lebensraumes durch Brände und Gewinnung von landwirtschaftlicher Nutzfläche genannt. Der Gesamtbestand wird auf weniger als 10.000 ausgewachsene Bäume geschätzt und die Regenerationsrate der Art als gering angegeben. Der Gesamtbestand gilt als rückläufig.

## Nutzung
Das Holz von Agathis moorei wird genutzt.

## Systematik
Die Erstbeschreibung als Dammara moorei erfolgte 1851 durch John Lindley in Journal of the Horticultural Society of London, Band 6, Seite 271. Maxwell Tylden Masters stellte im Jahr 1892 die Art als Agathis moorei in Journal of the Royal Horticultural Society, Band 14, Seite 197 in die Gattung Agathis. Weitere Synonyme für Agathis moorei (Lindl.) Mast. sind Agathis corbassonii de Laub., Dammara lanceolata Vieill., Salisburyodendron corbassonii (de Laub.) A.V.Bobrov & Melikyan sowie Salisburyodendron moorei (Lindl.) A.V.Bobrov & Melikyan.